# Grantfork
Grantfork – wieś w Stanach Zjednoczonych, w stanie Illinois, w hrabstwie Madison.